# 春日局 (足利義満側室)
春日局（かすが の つぼね、生没年不詳）は、室町時代前期の女性。室町幕府の第3代将軍・足利義満の側室。
父は室町幕府の評定衆・摂津掃部頭能秀である。義満の寵愛を受け、応永元年（1394年）に足利義嗣を産んだ。法名は浄文。